# Mareuil-sur-Ay
Pour les articles homonymes, voir Mareuil.
Mareuil-sur-Ay ou Mareuil-sur-Aÿ est une commune déléguée de la commune nouvelle d'Aÿ-Champagne constituée le 1er janvier 2016 située dans le département de la Marne en région Grand Est.
En effet, Aÿ-Champagne est constituée par la fusion de trois anciennes communes, Aÿ, Bisseuil et Mareuil-sur-Aÿ qui sont toutes trois devenues ses communes déléguées.
Les habitants de Mareuil-sur-Ay sont appelés les Marotiers.

## Géographie

### Description

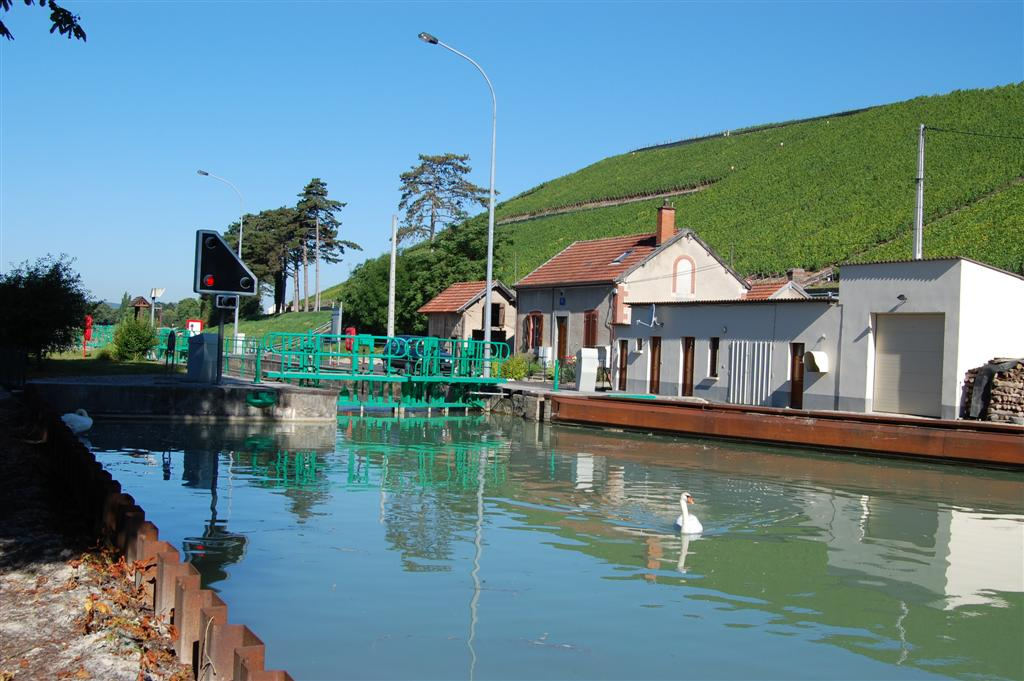
L'écluse de Mareuil sur le canal.

Mareuil-sur-Ay est situé dans la vallée de la Marne, au sud de la Montagne de Reims. Le village s'étend d'est en ouest, le long du canal latéral à la Marne et de l'ancienne route départementale 1 (RD 111).
La partie la plus ancienne du village, à l'est, est construite à flanc de coteaux et est dominée par la statue Notre-Dame du Gruguet, à environ 130 mètres d'altitude. Les quartiers de l'ouest sont plus récents. Le quartier des Carelles, à l'ouest, est contigu à la ville d'Ay.
Au nord, l'altitude s'élève en s'approchant de la Montagne de Reims et de Mutigny. Cette partie du territoire communal est recouverte par le vignoble de Champagne. Le sud de la commune est au contraire dédié aux grandes cultures. La Marne coule au sud du canal et forme à l'ouest du village des boucles. C'est à l'est de Mareuil que la Livre se jette dans la rivière.

### Communes limitrophes
| |                 |          |
| \| Mutigny \| Avenay-Val-d'Or \| \| \| Ay \| Mareuil-sur-Ay \| Bisseuil \| \| Chouilly \| Oiry \| Plivot \| |                 |          |
| Mutigny | Avenay-Val-d'Or |          |
| Ay | Mareuil-sur-Ay  | Bisseuil |
| Chouilly | Oiry            | Plivot   |

## Histoire
Le lieu est habité depuis longtemps, des fouilles ont mis au jour des traces remontant à La Tène, d'un cimetière gaulois sur la route de Bisseuil.
Au XIXe siècle[Quand ?], la commune voisine de Oiry, située plus près de la ligne Paris – Strasbourg, est dotée d'une gare qui portait initialement le nom de « Oiry - Mareuil » ; c'était ainsi la gare ferroviaire la plus proche de Mareuil. Elle a depuis été désaffectée.

## Politique et administration

### Fusion de communes
Afin de sauvegarder les finances de leurs communes dans un contexte de baisse des dotations d'Etat, les maires des  trois communes d'Aÿ, Bisseuil et Mareuil-sur-Aÿ ont proposé à leurs conseils municipaux de fusionner leurs collectivités, permettant la création d'une nouvelle entité, la commune nouvelle d'Aÿ-Champagne qui les réunit,. 
Le 1er janvier 2016, cette fusion est opérée  par un arrêté préfectoral pris après avis des conseils municipaux concernés. Afin de conserver des services de proximité et de conserver l'identité des anciennes communes, celles-ci prennent le statut de commune déléguée dotée chacune d'un maire délégué élu par le conseil municipal d'Aÿ-Champagne.

### Tendances politiques et résultats
Lors des élections municipales de 2014 dans la Marne, une seule liste se présente, celle DVD du maire sortant Christian Drouin, qui obtient donc la totalité des 499 suffrages exprimés et les 15 sièges du conseil municipal (dont 4 conseillers communautaires).

Lors de ce scrutin, 37,35 % des électeurs se sont abstenus, et 15,71 % ont voté blanc ou nul.

### Liste des maires

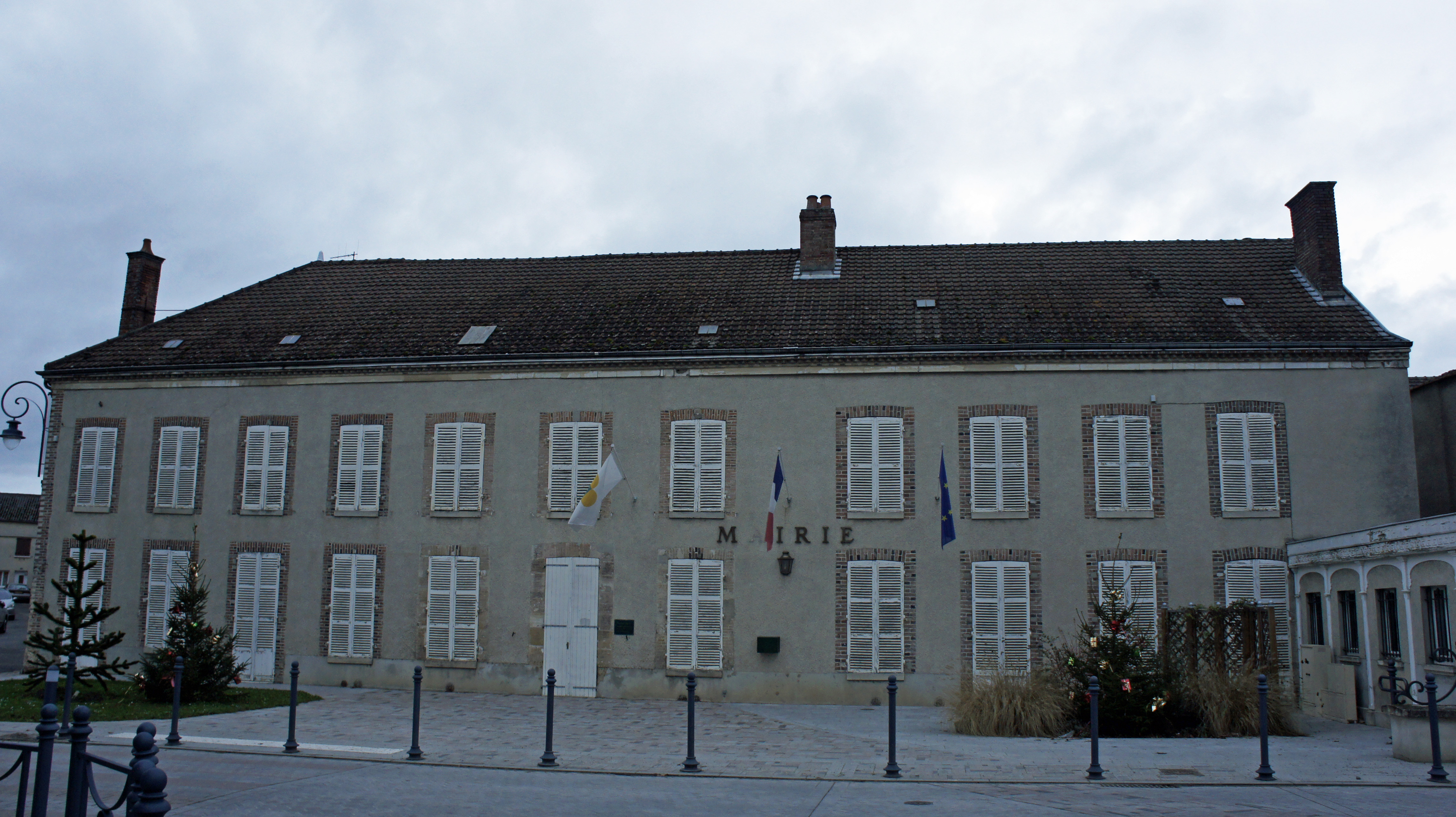
La mairie.

| Période                                  | Période       | Identité          | Étiquette | Qualité |
| ---------------------------------------- | ------------- | ----------------- | --------- | ------- |
| Les données manquantes sont à compléter. |               |                   |           |         |
| 1879                                     |               | M. Billecart      |           |         |
| Les données manquantes sont à compléter. |               |                   |           |         |
| 1997                                     | décembre 2015 | Christian Drouin, |           | Médecin |

| Période      | Période                       | Identité             | Étiquette | Qualité                    |
| ------------ | ----------------------------- | -------------------- | --------- | -------------------------- |
| janvier 2016 | 3 avril 2021,                 | Christian Drouin     |           | Médecin Décédé en fonction |
| juillet 2020 | En cours (au 2 décembre 2020) | M. Dominique Collard |           |                            |

### Jumelages
L'idée d'un jumelage entre Maclas et Mareuil-sur-Aÿ est née en 1977. Un rapprochement des deux Maisons des jeunes commence à se créer. En 1978, Messieurs Roudon et Forboteaux (Président de la Maison de Mareuil) ont commencé à établir des relations. Le 1er mai 1979 a eu lieu la première rencontre, en effet, une délégation de Mareuil est venue visiter Maclas et ce fut le tour d'une délégation de Maclas qui est retournée le 24 juin de la même année. Les 7 et 8 novembre, une décision est prise entre les deux conseils municipaux : on parle de jumeler les deux villages sérieusement.
Ce n'est qu'en mars 1982 à Nuits-Saint-Georges (mi-chemin entre Maclas et Mareuil) qu'a eu lieu la définition de la charte. Tous les 5 ans, les anniversaires du jumelage sont fêtés dans chaque commune. En 2007 et 2008, c'est le 25e anniversaire qui a permis de continuer cette entente entre les deux villages.

## Démographie
L'évolution du nombre d'habitants est connue à travers les recensements de la population effectués dans la commune depuis 1793. À partir du 1er janvier 2009, les populations légales des communes sont publiées annuellement dans le cadre d'un recensement qui repose désormais sur une collecte d'information annuelle, concernant successivement tous les territoires communaux au cours d'une période de cinq ans. 
Pour les communes de moins de 10 000 habitants, une enquête de recensement portant sur toute la population est réalisée tous les cinq ans, les populations légales des années intermédiaires étant quant à elles estimées par interpolation ou extrapolation. Pour la commune, le premier recensement exhaustif entrant dans le cadre du nouveau dispositif a été réalisé en 2005,.
En 2013, la commune comptait 1 218 habitants, en évolution de +2,87 % par rapport à 2008 (Marne : +0,83 %, France hors Mayotte : +2,49 %).
| 1793 | 1800 | 1806 | 1821 | 1831 | 1836 | 1841 | 1846 | 1851  |
| ---- | ---- | ---- | ---- | ---- | ---- | ---- | ---- | ----- |
| 659  | 699  | 676  | 696  | 686  | 705  | 808  | 905  | 1 008 |

| 1856  | 1861  | 1866  | 1872  | 1876  | 1881  | 1886  | 1891  | 1896  |
| ----- | ----- | ----- | ----- | ----- | ----- | ----- | ----- | ----- |
| 1 025 | 1 108 | 1 154 | 1 057 | 1 121 | 1 162 | 1 274 | 1 216 | 1 285 |

| 1901  | 1906  | 1911  | 1921  | 1926  | 1931  | 1936  | 1946  | 1954  |
| ----- | ----- | ----- | ----- | ----- | ----- | ----- | ----- | ----- |
| 1 288 | 1 286 | 1 214 | 1 248 | 1 147 | 1 111 | 1 056 | 1 005 | 1 002 |

| 1962  | 1968  | 1975  | 1982  | 1990  | 1999  | 2005  | 2010  | 2013  |
| ----- | ----- | ----- | ----- | ----- | ----- | ----- | ----- | ----- |
| 1 128 | 1 192 | 1 075 | 1 159 | 1 277 | 1 219 | 1 139 | 1 225 | 1 218 |

## Économie
Le terroir de Mareuil possède un vignoble de 292 ha en AOC Champagne.
La maison Philipponnat, désormais propriété de Lanson-BCC, a été fondée en 1910 à Mareuil-sur-Aÿ, et le Champagne Billecart-Salmon en 1818.

## Culture locale et patrimoine

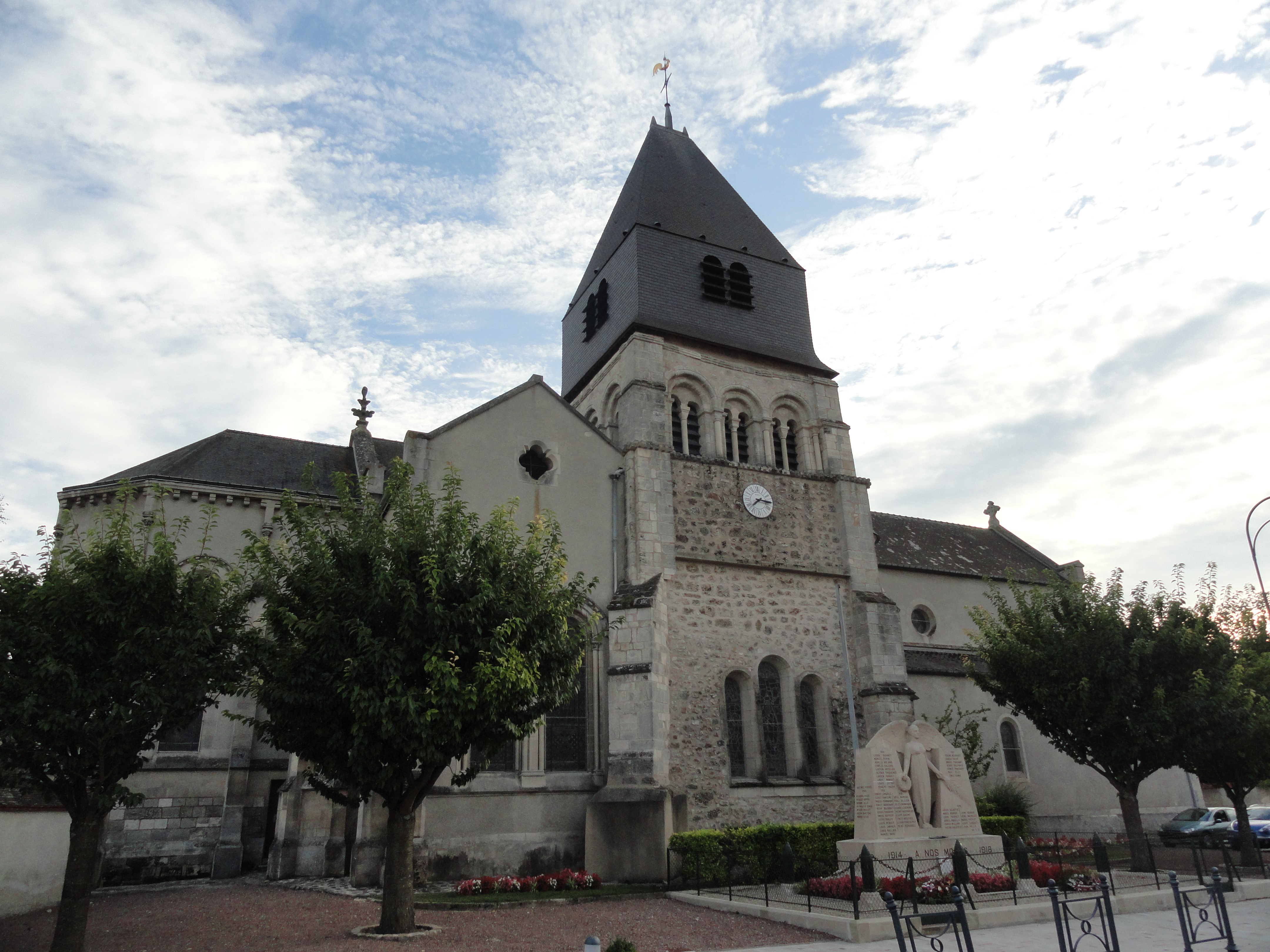
L'église et devant elle le monument aux morts.

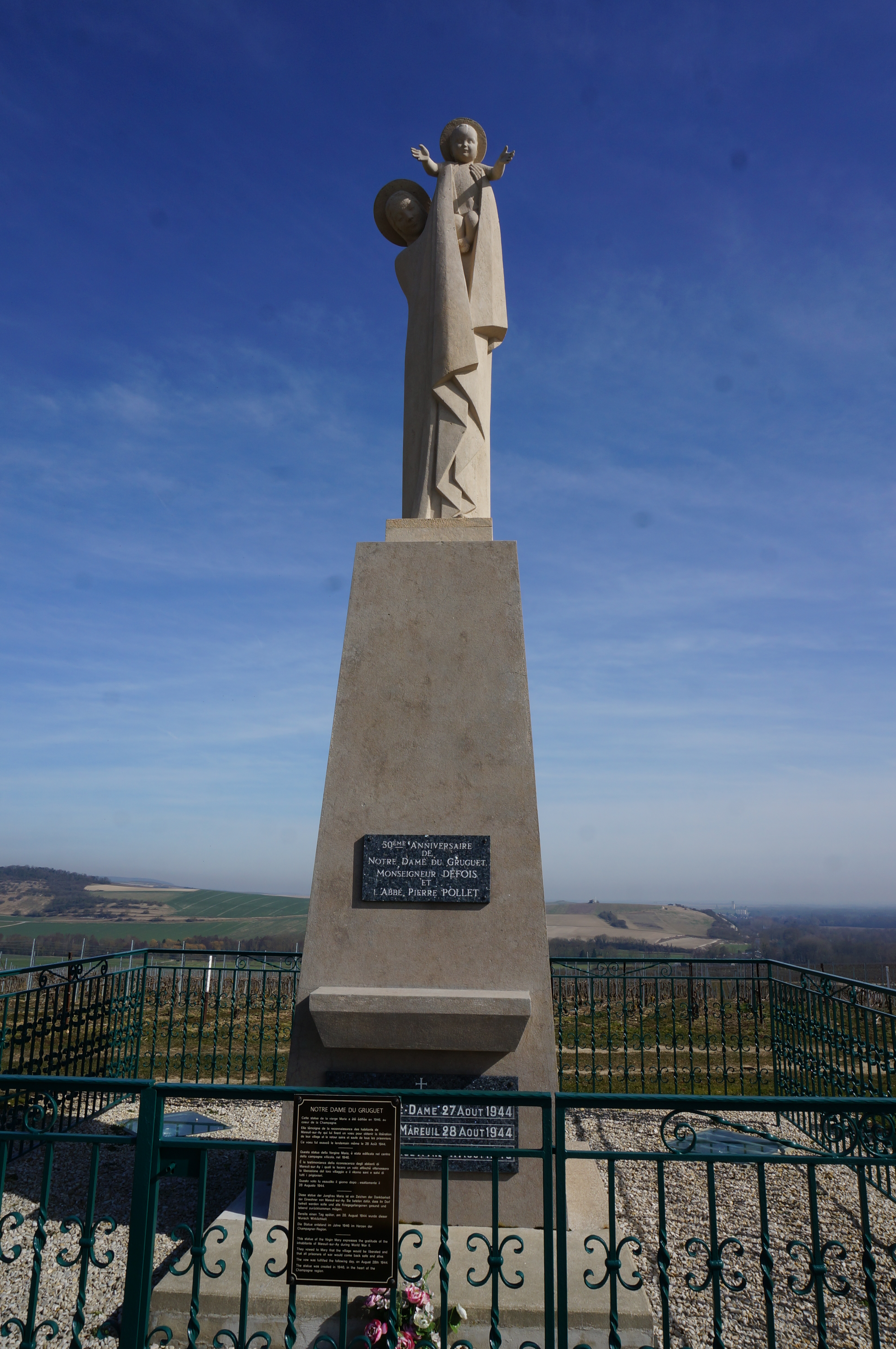
Statue sur le mont du Gruguet.

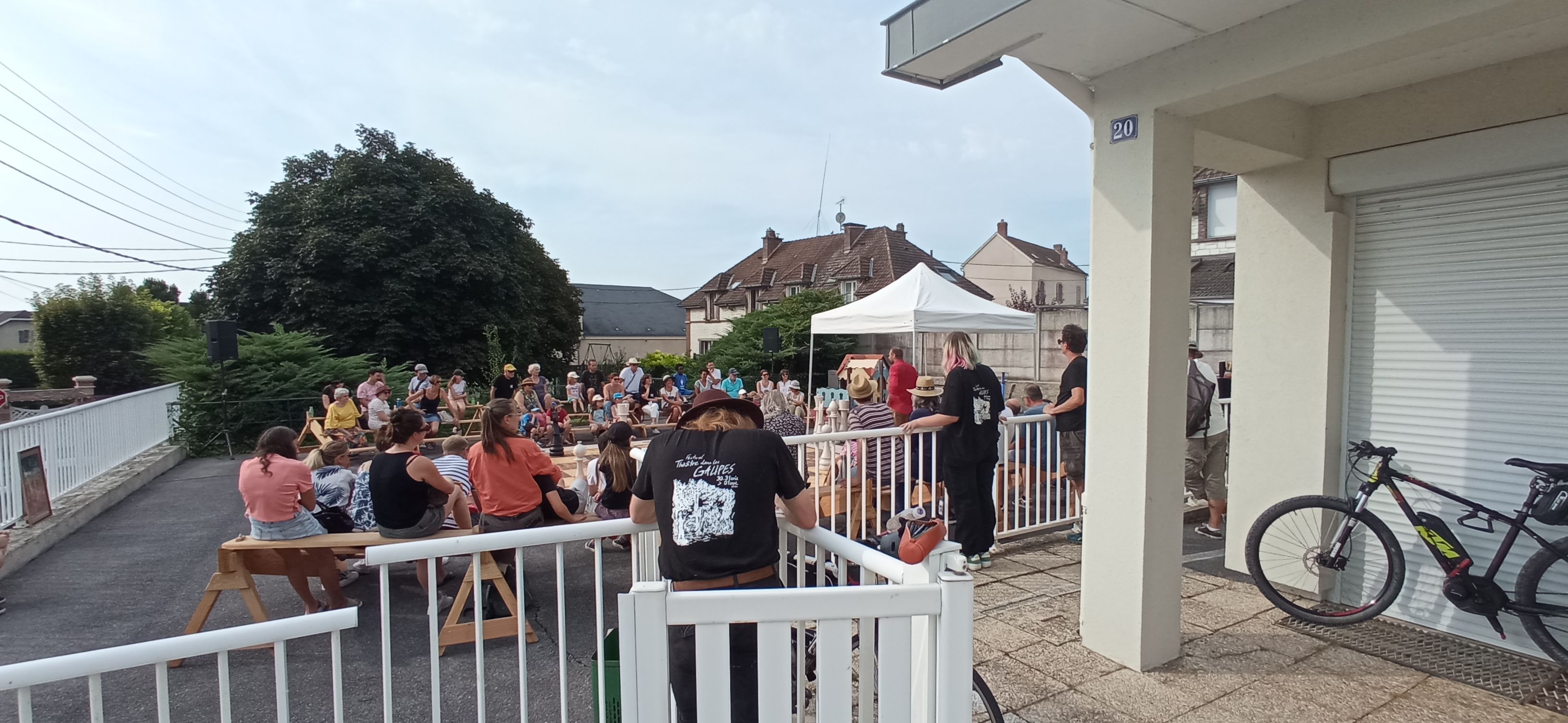
L'école communale pendant théâtre dans les galippes.

### Lieux et monuments
- Château de Mareuil (Marne) à Mareuil-sur-Ay (Marne) (monument historique, inscrit[17]) construit entre 1771 et 1774 sur les plans de l'architecte Jean-Michel Chevotet et Jean-Baptiste Chaussard, son gendre. Le jardin est redessiné à la fin du XIXe siècle par le paysagiste Édouard Redont. Il est appelé le château de Montebello.
- Église Saint-Hilaire (classée MH[18]) des XIe, XIIe et XVIe siècles. Fortement endommagée à la Révolution, elle fut reconstruite dans les années 1850 et 1860. Des donateurs de la commune ont offert plusieurs vitraux.
- Statue de la Vierge à l'Enfant sur le mont du Gruguet. Construite après le miracle qui a évité la destruction du village lors de la déroute allemande pendant la Seconde Guerre mondiale et le retour de tous les prisonniers de guerre et du S.T.O. De nos jours, l'association des amis de Notre-Dame du Gruguet perpétue le souvenir et organise un défilé au flambeau tous les 15 août.

### Personnalités liées à la commune
- Antoine Marie Bourquin
- Jean-Baptiste-Nicolas Thomas de Pange (1727-1774), maréchal de camp
- Louis Jérôme Moignon-Salmon (1758-1840), homme politique, député de la Marne au Conseil des Cinq-Cents.
- Anne-Louise de Domangeville (1762-1799), fille de Jean-Baptiste-Nicolas Thomas de Pange.
- Napoléon Auguste Lannes (1801-1874), ambassadeur et homme politique français
- Nicolas Appert a résidé et fait des expériences rue Carnot
- Étienne-Auguste Krier (1875-1953), peintre
- Jean-Philippe Collard, pianiste né en 1948

### Héraldique
| Blason de Mareuil-sur-Ay | Blason  | Écartelé : au 1er de gueules à une tour d'argent, ouverte du champ et maçonnée de sable, aux 2e et 3e d'azur à la bande d'argent côtoyée de deux doubles cotices potencées contre-potencées d'or, au 4e de gueules à une grappe de raisin tigée d'argent surmontée de deux tonnelets couchés du même. |
| Blason de Mareuil-sur-Ay | Détails | Adopté en 2012. |